# Cuadrado de Atenas
Cuadrado de Atenas  o Codrato (en latín: Quadratus, en griego antiguo: Κοδράτος) (Asia Menor?, mediados del siglo I - Atenas?, siglo II) fue un escritor cristiano y obispo de Atenas. Es considerado uno de los Setenta discípulos y es venerado como santo por toda la cristiandad. Se ha identificado con uno de los padres apostólicos del primer cristianismo. 

## Biografía
Según Jerónimo de Estridón y Eusebio de Cesarea, fue discípulo de apóstoles. Eusebio lo nombra en diversas ocasiones, pero no se sabe si siempre se refiere a una única persona o a dos (un discípulo de los apóstoles, padre apostólico, y el obispo de Atenas): muchos autores consideran que los dos son la misma persona. 
De las referencias conocidas se cree que estaba relacionado con las hijas del apóstol Felipe. Aunque algunos piensan que podía ser ateniense, lo más probable es que fuese originario de la parte central del Asia Menor. Si fuese el mismo que el obispo, fue nombrado obispo de Atenas y sucedió al obispo Publio, que había muerto durante una persecución a los cristianos en 125 o 129. Presentó una apología del cristianismo al emperador romano Adriano, entonces en Atenas, obra perdida casi en su totalidad. En esta apología, destacaba la capacidad de Cristo para hacer milagros duraderos (como curaciones) a diferencia de magos falsos que pretendían tener poderes sobrenaturales. De ella se conserva el siguiente fragmento, conocido como  Fragmento de Cuadrato:

Las obras empero, de nuestro Salvador estuvieron siempre presentes, puesto que eran verdaderas: lo que él curó, lo que resucitó de entre los muertos no fueron vistos solamente en el momento de ser curados y resucitados, sino que estuvieron siempre presentes; y eso no sólo mientras el Salvador vivía aquí abajo, sino aun después de su muerte, han sobrevivido mucho tiempo, de suerte que algunos de ellos han llegado hasta nuestros días

En 126, parece que todavía no era obispo y, si pudo oír a los apóstoles, como él mismo aseguraba, habría nacido hacia mediados del siglo I y en 126 tendría que tener más de 70 años. 
Eusebio de Cesarea, citando esta carta, atribuye al autor otros escritos y hechos dudosos, por lo cual la trayectoria del personaje romano es parcialmente desconocida. Otras referencias dicen que murió mártir bajo el gobierno de Adriano a quien dedicó la Epístola  a Diogneto.